# Хобьо
Хо́бьо (сомал. Hobyo, араб. هبيا‎) — город в Сомали в провинции Мудуг. Расположен в центральной части страны, на побережье Индийского океана. Население составляет 12 564 человека. Входит в государственное образование Галмудуг, но местные пираты не подчиняются правительственной администрации. Центр округа Хобьо в составе Мудуга.

## История
В  XIII - XVII  веках Хобьо входило в состав Аджуранского султаната.
В конце XVII  века племя Хиран взбунтовалось против Аджурана, и создало имамат, в составе которого оказался город  Хобьо.
В конце XIX — начале XX веков город был столицей независимого Султаната Хобьо. После захвата фашистской Италией торговые пути переместились в Могадишо, и город, лишившись доходов от транзитной торговли, стал увядать.
Хобьо был захвачен Союзом исламских судов 16 августа 2006 года. Это произошло после нескольких дней переговоров с местными лидерами; и город сдался без единого выстрела. В настоящее время Хобьо является одним из центром сомалийского прибрежного пиратства и одной из основных баз, где пираты держат захваченные ими суда и моряков в ожидании требуемого выкупа.